# José María Heredia y Campuzano
Pour les articles homonymes, voir Heredia et Campuzano.
Ne pas confondre avec son cousin germain, le poète français d'origine cubaine  José-Maria de Heredia (1842-1905)
José María Heredia y Campuzano est un poète cubain, né à Santiago de Cuba le 31 décembre 1803 et décédé à Toluca (Mexique) le 7 mai 1839.

## Biographie
Il est le fils de José Francisco Heredia y Mieses et de Maria-Mercedes Heredia y Campuzano.
Quand il était encore enfant, sa famille alla vivre à Saint-Domingue, où il passa la plus grande partie de son enfance. En 1818, de retour à Cuba, il commença ses études de droit à l'Université de La Havane, et les poursuivit l'année suivante au Mexique. Après la mort de son père, José Francisco Heredia, en octobre 1820, José Marie revint à Cuba en 1821. Deux ans après avoir obtenu le doctorat en droit, il s'établit comme avocat à Matanzas. À cette époque, il avait collaboré à plusieurs journaux, dont El Revisor et dirigé la publication hebdomadaire La Biblioteca de las Damas. En 1823 alors qu'il était sur le point de publier une édition de ses poésies, il fut impliqué dans la conspiration appelée « los Soles de Bolívar » et dut s'enfuir précipitamment aux États-Unis.
Sur la vie qu'il y mena, nous sommes bien renseignés grâce à sa correspondance, entre autres avec Domingo del Monte, publiée par la Revista de Cuba. La première édition de ses vers parut à New York en 1825.
En 1825, il entreprit son deuxième voyage au Mexique pendant lequel il écrivit son Himno del desterrado (Hymne de l'exilé). Son activité au Mexique fut riche et variée. Entre autres fonctions, juridiques et administratives, il exerça comme professeur de Littérature et d'Histoire, légiste, juge à Cuernavaca, et aussi comme audiencier et procureur de l'Audience de Mexico. En 1832 il publia à Toluca la deuxième édition de ses poésies, considérablement révisée et augmentée. Il fut rédacteur de plusieurs revues, El Iris, La Miscelánea, et rédacteur principal de El Conservador.
En 1836, après avoir publiquement rétracté ses idéaux indépendantistes, il fut autorisé à rentrer à Cuba. Son séjour dans l'île dura quatre mois. Accablé par une grande douleur et un découragement mortel il rentra au Mexique où, à trente-cinq ans, il mourut le 7 mai 1839 dans la ville de Toluca.
Heredia, est considéré comme l'un des meilleurs et  l'un des premiers poètes cubains. On lui a décerné le titre de « poète national » et de « chantre du Niagara » en raison de l'ode qu'il a consacrée à cette chute entre les États-Unis et le Canada. Heredia est un représentant de l'école pré-romantique. Certaines de ses œuvres sont des compositions descriptives extraordinaires où apparaît sa perception fine et rapide de la nature, sachant y présenter le sens spirituel du paysage physique, ce qui est une de ses caractéristiques.

## Œuvres poétiques
- A mi esposa
- El desamor
- A mi caballo
- Patria
- Himno del desterrado
- Muerte del toro
- En una tempestad
- Himno al Sol
- Niágara
- En el Teocalli de Cholula